# Euphycus dispar
Euphycus dispar är en tvåvingeart som först beskrevs av Johann Wilhelm Meigen 1820.  Euphycus dispar ingår i släktet Euphycus och familjen stilettflugor. Inga underarter finns listade i Catalogue of Life.